# SMS Helgoland (1912)
Крейсер «Гельголанд» (нім. SMS Helgoland) входив до Військово-морських сил Австро-Угорщини та був другим кораблем  легких крейсерів типу «Новара». По швидкості він перевершував тогочасні аналогічні легкі крейсери інших країн. Крейсер закладався як лідер флотилії міноносців, торпедних катерів. Названий на честь острова Гельголанд у Північному морі, де у 1864 році відбулась битва австро-пруського флоту з данським. 

## Історія
Брав участь у більшості військових дій на Адріатиці у обстрілі узбережжя Італії, артилерійських дуелях з ворожими кораблями. 23 травня 1915 під час бою з трьома італійськими кораблями пошкодив міноносець «Турбіне», який потонув наступного дня. 15 травня 1917 разом з однотипними крейсерами взяв участь у другій битві в протоці Отранто. Зранку вони затопили 17 траулерів, що блокували протоку, ставили бонові загородження. Потім вони вступили в бій з французькими крейсером «Марсала» («Marsala») та 8-ма міноносцями. Крейсер отримав два артилерійські влучання. Моряки швидко погасили пожежу і крейсер прикривав відхід крейсера «Saida», що вів на буксирі пошкоджений крейсер «Novara». Артилерія крейсера була визнана заслабою і 1918 планували переозброїти його 5 гарматами 150 мм і 2 зенітними 90 мм. Останній бойовий похід здійснив 8-10 жовтня 1918 року.
Після завершення війни наприкінці 1919 року французи крейсер перевели до Бізерти, звідки передали у січні 1920 року Італії, де у Королівському флоті (Regia Marina) він проплавав з 19 вересня 1920 року до 25 листопада 1929 року під назвою «Brindisi». Після виключення зі складу  флоту корабель використовували як блокшив-казарму. 11 березня 1937 року його продали до верфі Трієсту для порізки на брухт.